# Лишедо (Сондрио)
Лишедо је насеље у Италији у округу Сондрио, региону Ломбардија.
Према процени из 2011. у насељу је живело 6 становника. Насеље се налази на надморској висини од 912 м.